# Fasanerie Groß-Gerau

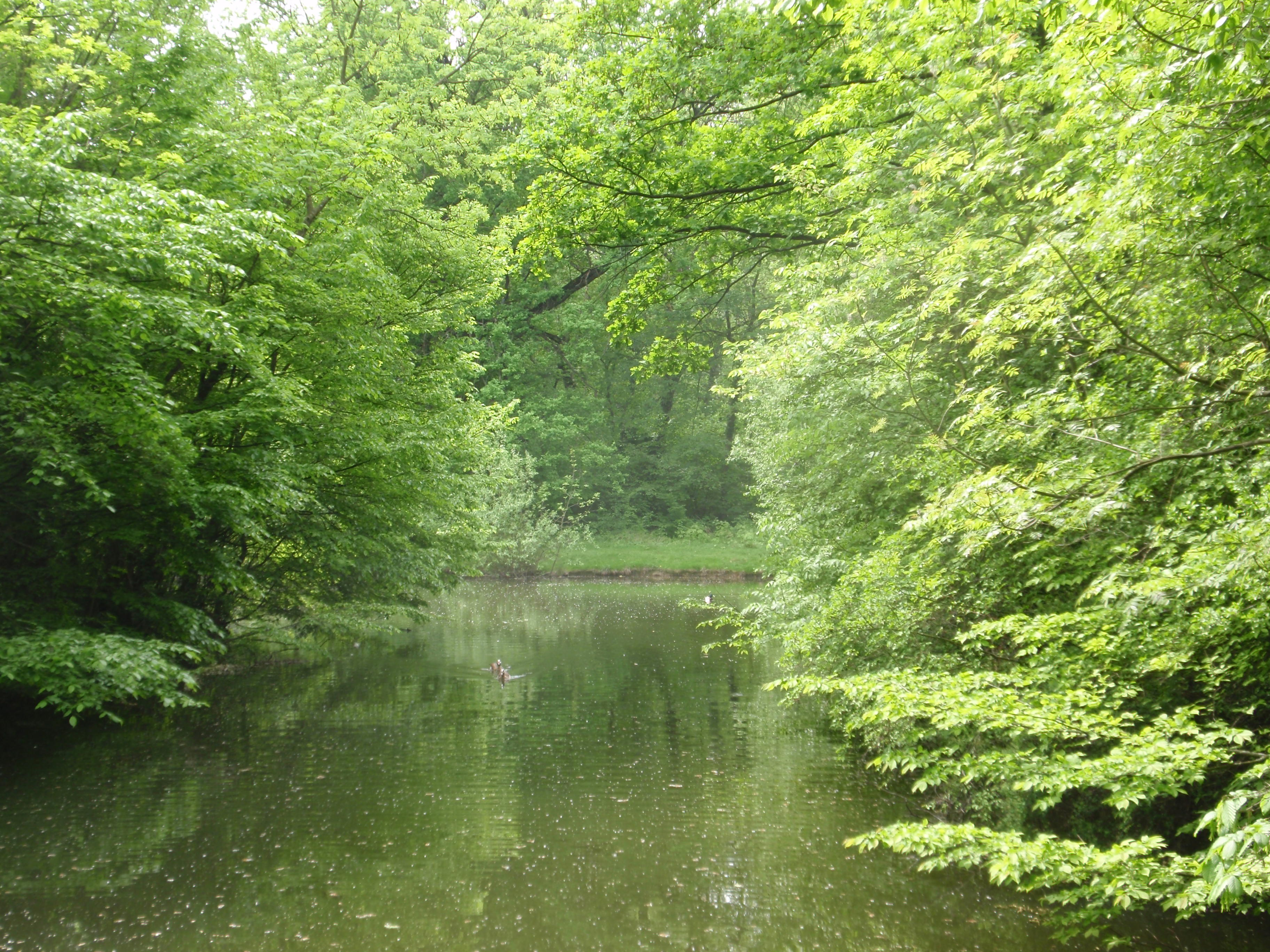
Weiher in der Fasanerie

Die Fasanerie Groß-Gerau ist ein rund 30 Hektar großer bewaldeter Park in der hessischen Kreisstadt Groß-Gerau. Der hauptsächlich mit mitteleuropäischem Mischwald bestandene Park ist ein beliebtes Naherholungsgebiet. Im Park befinden sich mehrere Spielplätze; im südlichen Teil der Fasanerie liegt der seit 2022 geschlossene Tiergarten.

## Geographische Lage
Der Park liegt am südlichen Stadtrand von Groß-Gerau im Stadtteil Dornberg und grenzt an die B 44 in Richtung Berkach. Gegenüber dem Park stehen die Überreste des Schlosses Dornberg, von dem heute noch ein Torbogen steht und der früher Teil des Parkgeländes war. Östlich befindet sich die Gemeinde Büttelborn.

## Geschichte

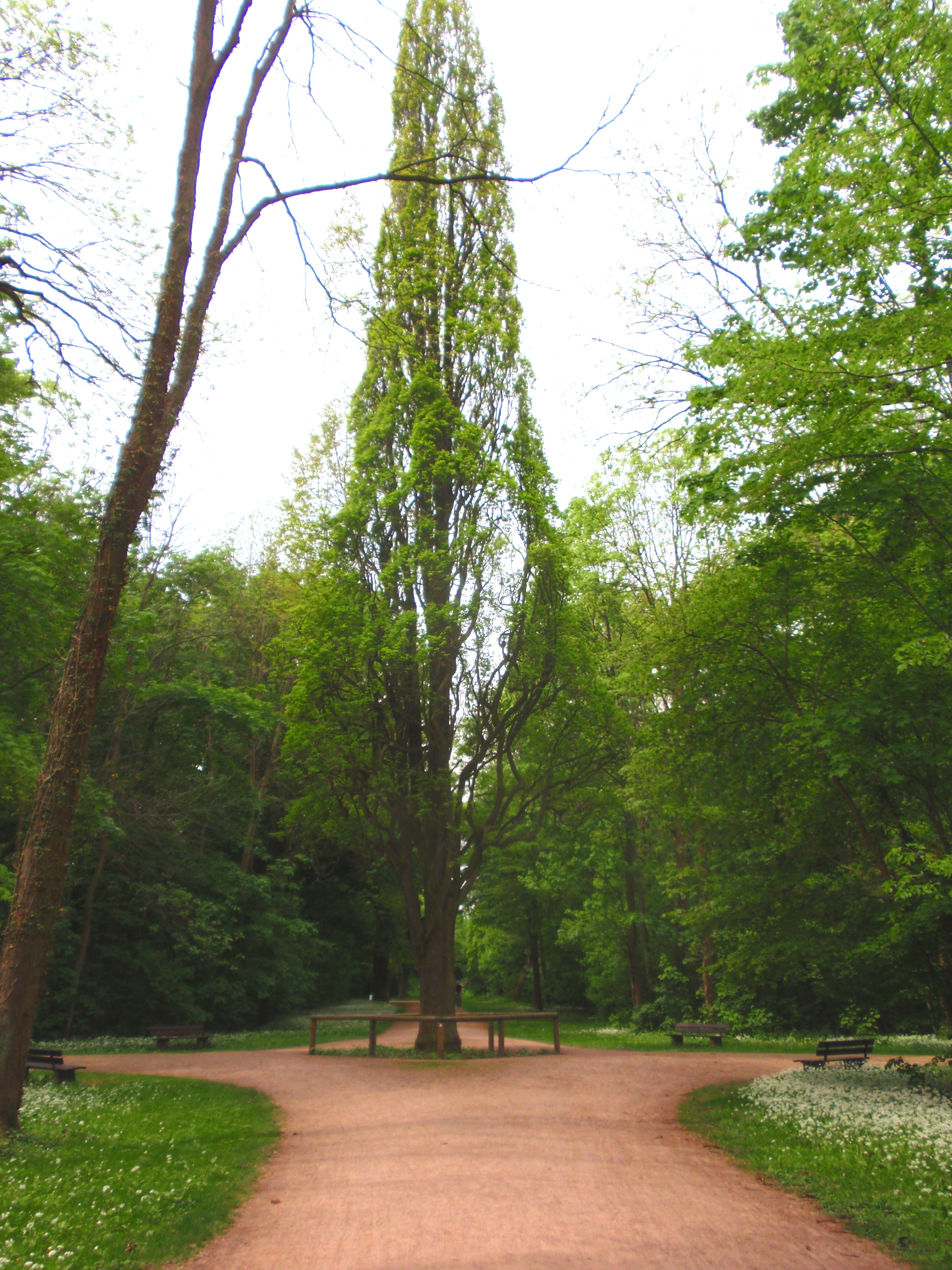
Pyramideneiche

Die Fasanerie wurde zwischen 1722 und 1726 angelegt. Die Umfassungsmauer, mit der der Park eingefriedet ist, wurde mit Steinen des ehemaligen Schlosses Dornberg gebaut, welches im Jahre 1689 in Folge der pfälzischen Erbfolgekriege von französischen Truppen zerstört wurde. Der Park diente damals den Herzögen von Darmstadt und anderen in Hessen ansässigen Adelsfamilien als Erholungsgebiet sowie als privates Jagdreservat für Treibjagden wie die Parforcejagd. Das Parkrevier beherbergte damals vorwiegend Fasane, aber auch Rotwild und Damwild, welche speziell für die Jagden des Adels dort angesiedelt wurden.
An der Hauptkreuzung inmitten der Fasanerie ragt eine fast 100 Jahre alte Pyramideneiche (Quercus robur Fastigiata) hervor. Die Eiche wurde im Jahre 2013 als besonderes Naturdenkmal ausgewiesen.

## Tiergarten
Eingebettet in die Parkanlage ist ein 3,5 Hektar großer Tierpark, der Tiergarten Fasanerie Groß-Gerau, der ungefähr 300 Tieren aus 75 Arten ausstellte. Er wurde im Jahre 1958 auf Betreiben des Tiergartenvereins gegründet und stellte 2022 seinen Betrieb ein. 2024 wurde die tierschutzrechtliche Erlaubnis zum Betrieb des Tiergartens widerrufen.